# Bit Amukani
Bit Amukani (auch Bit Amukkani, Ukani, Ukanu; assyrisch mA-muk-ka-nu; babylonisch diBit U-ka-a-ni, diU-ka-nu) war ein aramäisches Land in Südmesopotamien, das zwischen Nippur und Uruk lag. Bit Amukani grenzte in Babylonien östlich an das Meerland, südlich an Bit Jakin, nördlich an Bit Dakkuri und westlich an den Euphrat.
Erstmals wurde Bit Amukani in der Regierungszeit von Salmanassar III. um 850 v. Chr. erwähnt, der Tributabgaben empfing. Die Gründung von Bit Amukani dürfte wohl um 1200 v. Chr. mit dem Einzug der Aramäer erfolgt sein.